# Empresa Mixta de Transporters Urbanos

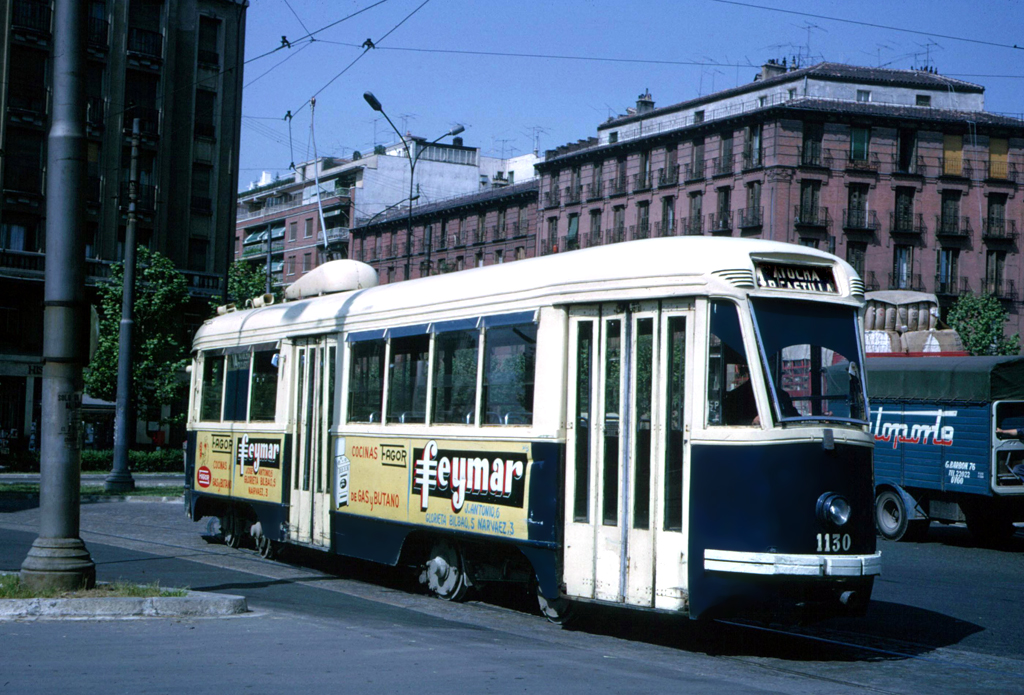
Madrid, een door CAF gebouwde PCC in 1969

De Empresa Mixta de Transportes Urbanos was een openbaarvervoerbedrijf in Madrid. Tussen 1942 en 1972 had het PCC-cars in gebruik voor een zeer groot tramnet. Op het hoogtepunt waren er meer dan 35 tramlijnen.

## Materieel

### PCC-cars
In 1942 arriveerde een van de twee eerste PCC-cars. Zij waren onder licentie door FIAT in Italië gebouwd. Men was zo onder de indruk van de prestaties van deze nieuwe tram, dat men er 49 bijbestelde. Door de oorlogsomstandigheden werden deze pas in 1944 afgeleverd. De hele serie was genummerd 1001 - 1050.
Sommige wagens waren tijdens de bouw in Italië beschadigd geraakt. Ondanks de moeilijke omstandigheden was men bij FIAT toch in staat reparaties uit te voeren en de wagens uiteindelijk in Spanje te krijgen. PCC 1010 werd in 1944 in Italië door het Duitse leger in beslag genomen en naar Berlijn, naar Wittenau overgebracht en bleef daar, volgens interne rapporten, zeker tot halverwege de jaren 1950 in de remise staan. Om de order te kunnen completeren bouwde FIAT voor Madrid een PCC bij. De PCC-cars werden vanaf 1945 in Madrid in dienst gesteld, de laatste in 1946.
De PCC's in Madrid waren met de B2-type trucks uitgevoerd, die duur maar goed waren, en hadden een elektrische uitrusting van CGE, de Italiaanse dochteronderneming van het Amerikaanse General Electric. Tussen 1951 en 1958 werden in Spanje, door CAF, onder licentie van FIAT, nog 110 PCC-cars, nummers 1051 - 1160, bijgebouwd.

## Opheffing
Vanaf de jaren 1960 werd het grote tramlijnennet steeds meer ingekrompen ten gunste van bus en metrolijnen. In 1967 waren nog zeven tramlijnen over en het gehele systeem kon met PCC-rijtuigen worden geëxploiteerd. De laatste tramlijnen waren lijn 70 (tussen Plaza de Castilla en San Blas) en lijn 77 (tussen Pueblo Nuevo en Ciudad Pegaso) en reden op 1 juni 1972 voor het laatst. Het lukte het bedrijf niet de relatief nog jonge PCC's te verkopen en zijn daarom gesloopt.
In april 2007, 35 jaar later, keerde de tram terug in Madrid als sneltram met een drietal lijnen in periferie.  